# Colostygia fitzi
Colostygia fitzi är en fjärilsart som beskrevs av Karl Schawerda 1914. Colostygia fitzi ingår i släktet Colostygia och familjen mätare. Inga underarter finns listade i Catalogue of Life.